# Scolops pruinosus
Scolops pruinosus är en insektsart som beskrevs av Breakey 1929. Scolops pruinosus ingår i släktet Scolops och familjen Dictyopharidae. Inga underarter finns listade i Catalogue of Life.